# Felice Virno
Felice Virno (Roma, 10 febbraio 1930 – Roma, 15 novembre 2020) è stato un pallanuotista e chirurgo italiano.

## Biografia

### Carriera sportiva
Pallanuotista della S.S. Lazio nuoto, Virno era soprannominato “il dottore”: alternava gli allenamenti allo studio.
Nel 1956 fu campione d'Italia di pallanuoto con la squadra biancoceleste che contava giocatori come Paolo Pucci, Carlo Peretti e Salvatore Gionta. 
Virno in quella stagione giocò da titolare tutte le 16 gare .Già studente di medicina si ritirò dallo sport agonistico nel 1958 per dedicarsi agli studi e alla professione medica.

### Carriera di Medico e Professore
Figlio di Vincenzo Virno (1897-1986), medico chirurgo e docente di anatomia umana alla Sapienza, qui si è laureato in medicina e chirurgia con specializzazione in chirurgia generale con 110 e lode, quale allievo di Pietro Valdoni. Svolse la sua opera di medico chirurgo nell’ambito dell’Università degli Studi di Roma "La Sapienza". Fino al 1982 fu Professore della Cattedra di Anatomia umana della Facoltà di Farmacia. Primario del Servizio Prevenzioni e Diagnosi e cura dei tumori nel Policlinico Umberto I°, creò, tra i primi al mondo, un’unità di Senologia multidisciplinare. Introdusse in Italia dal 1976 la Chirurgia delle Affezioni Anali e dal 1981 la chirurgia Ambulatoriale delle Ernie-Crurali.

## Dopo la carriera medica
Nel 2000 una volta in pensione si dedicò alla passione per la cucina aprendo un ristorante nel cuore della capitale in vicolo della Cancelleria, ritrovo dei suoi amici nelle sue attività di medico e sportivo..
Inoltre collaborò nella stesura di alcuni testi scientifici sulla chirurgia.
Fu presidente onorario della sezione della Lazio Nuoto fino alla morte giunta a 90 anni.
Dal 1985 era socio anche del Circolo Canottieri Aniene.
Era solito seguire le partite casalinghe della squadra biancoceleste di pallanuoto finché la sua salute glielo poté concedere.

## Opere
- Pietro Valdoni - Felice Virno: L'atlante di chirurgia addominale Casa editrice Sanders
- Felice Virno - Il Valdoni chirurgia dell'addome- Casa editrice Surgery 2017